# Ламминкюля
Ла́мминкю́ля (фин. Lamminkylä) — посёлок в составе Элисенваарского сельского поселения Лахденпохского района Республики Карелия.

## Общие сведения
Расположен на берегу лесного озера.

## Население
| 2002 | 2009 | 2010 | 2013 |
| ---- | ---- | ---- | ---- |
| 7    | ↗10  | ↘7   | ↘5   |